# 古河ケーブルテレビ
古河ケーブルテレビ株式会社（こがケーブルテレビ）は、茨城県古河市に本社を置くケーブルテレビ局である。かつて存在したリバーシティ・ケーブルテレビの事業をケーブルテレビ株式会社が吸収分割し、2017年4月に誕生した。現在、FTTH化をすすめており、2019年3月から順次サービスを開始した。

## サービスエリア
- 茨城県古河市

## サービス内容

### テレビ
- 地上波、BS、CS、4K、コミュニティチャンネル。業務区域内では関東の全国独立放送協議会加盟局（いわゆる独立テレビ局）の全てをケーブル1本で視聴できる。

#### 地上波
| デジタル | 放送局        |
| -------- | ------------- |
| 1        | NHK総合・水戸 |
| 011-1    | NHK総合・東京 |
| 2        | NHK教育・東京 |
| 031-1    | とちぎテレビ  |
| 032-2    | テレ玉        |
| 4        | 日本テレビ    |
| 5        | テレビ朝日    |
| 6        | TBSテレビ     |
| 7        | テレビ東京    |
| 8        | フジテレビ    |
| 9        | TOKYO MX      |

STB設置の場合
| デジタル | 放送局        |
| -------- | ------------- |
| 1        | NHK総合・水戸 |
| 011-1    | NHK総合・東京 |
| 2        | NHK教育・東京 |
| 031-1    | tvk           |
| 032-2    | 群馬テレビ    |
| 031-3    | とちぎテレビ  |
| 031-4    | チバテレビ    |
| 031-5    | テレ玉        |
| 4        | 日本テレビ    |
| 5        | テレビ朝日    |
| 6        | TBSテレビ     |
| 7        | テレビ東京    |
| 8        | フジテレビ    |
| 9        | TOKYO MX      |

### インターネット
- 戸建て向け5種類、集合住宅向け1種類

### 固定電話
- KDDIのケーブルプラス電話およびソフトバンクのケーブルラインと提携。

### 電力
- 東急パワーサプライと提携。